# KNVB Beker 2022/23 (amateurs)
De KNVB Beker voor amateurs in het seizoen 2022/23 betrof alleen de bekerstrijd in de zes KNVB-districten.

## Districtsbekers

#### Deelnemers
Aan de bekertoernooien konden zowel de zaterdag- als zondag-standaardteams uitkomend in de Vierde divisie 2022/23 en de lagere klassen (Eerste tot en met Vijfde klasse) deelnemen, alsmede de kampioenen en periodekampioenen van de reserve hoofdklassen en de winnaars van de districtsbekers voor reserve-elftallen 2021/22.

#### Opzet
In elk district werd er begonnen met de eerste ronde in poulevorm. Elke poule bestond in principe uit vier, maar minimaal drie elftallen, die een halve competitie afwerkten. Elftallen uitkomend in de Vierde divisie waren vrijgesteld van deze poulefase. Er waren aparte poules voor elftallen uitkomend in de Eerste en Tweede klasse en poules voor elftallen uitkomend in lagere klassen. Om te voorkomen dat elftallen die al in de competitie bij elkaar waren ingeleed ook bij elkaar in een poule kwamen, konden Eerste en Tweede klassers uit verschillende districten bij elkaar in een poule worden ingedeeld. Uit deze poules plaatsten de poulewinnaars en de nummers twee zich voor de knock-outfase van hun eigen district, uit de overige poules plaatsen zich alleen de poulewinnaars.

Bij gelijkspel in de knock-outfase werd de winnaar bepaald door middel van een strafschoppenserie, met uitzondering van een finale waar in dat geval eerst nog een verlenging werd gespeeld.

#### Plaatsing KNVB Beker 2023/24
De elftallen (uitgezonderd reserve-teams) die de halve finales in de districtsbekers bereikten, plaatsten zich voor het KNVB Bekertoernooi van het seizoen 2023/24. Van deze halvefinalisten promoveerden SC Genemuiden (Noord), Eemdijk (West I) en Meerssen (Zuid II) naar de Derde divisie en waren aldus geplaatst voor de KNVB Beker, waarop respectievelijk ONS Sneek, AGB en Bunde als beste verliezend kwartfinalisten zich ook plaatsten.

#### Bekerwinnaars
D'Olde Veste '54 (Noord), Berkum (Oost), Eemdijk (West I), Nieuwkoop (West II) en Groen Wit (Zuid I) wonnen de districtsbeker voor het eerst.
| Datum                         | Thuisclub     | Uitslag      | Uitclub          |
| Kwartfinales                  | Kwartfinales  | Kwartfinales | Kwartfinales     |
| ----------------------------- | ------------- | ------------ | ---------------- |
| 9 april                       | Jubbega       | 3-1          | Hoogeveen        |
| 10 april                      | Gorecht       | 0-1          | SC Genemuiden    |
| 10 april                      | ONS Sneek     | 2-4          | d'Olde Veste '54 |
| 10 april                      | Blauw Wit '34 | 4-0          | SVBO             |
| Halve finales                 |               |              |                  |
| 25 april                      | Blauw Wit '34 | 1-1 w.n.s.   | d'Olde Veste '54 |
| 3 mei                         | Jubbega       | 1-2          | SC Genemuiden    |
| Finale, terrein SC Genemuiden |               |              |                  |
| 17 mei                        | SC Genemuiden | 1-2          | d'Olde Veste '54 |

| Datum                | Thuisclub     | Uitslag      | Uitclub        |
| Kwartfinales         | Kwartfinales  | Kwartfinales | Kwartfinales   |
| -------------------- | ------------- | ------------ | -------------- |
| 8 april              | Veensche Boys | 4-0          | Quick '20      |
| 8 april              | CSV Apeldoorn | 1-1 w.n.s.   | Juliana '31    |
| 8 april              | Berkum        | 2-0          | AZSV           |
| 10 april             | Bon Boys      | 2-0          | SV Batavia '90 |
| Halve finales        |               |              |                |
| 29 april             | Berkum        | 4-0          | CSV Apeldoorn  |
| 6 mei                | Veensche Boys | 2-0          | Bon Boys       |
| Finale, terrein VVOG |               |              |                |
| 18 mei               | Veensche Boys | 1-3          | Berkum         |

| Datum                    | Thuisclub    | Uitslag      | Uitclub            |
| Kwartfinales             | Kwartfinales | Kwartfinales | Kwartfinales       |
| ------------------------ | ------------ | ------------ | ------------------ |
| 8 april                  | Scherpenzeel | 1-1 w.n.s.   | AGB                |
| 11 april                 | VRC          | 2-5          | Purmersteijn       |
| 11 april                 | Eemdijk      | 2-1          | Fortuna Wormerveer |
| 18 april                 | BOL          | 2-0          | Zwaluwen '30       |
| Halve finales            |              |              |                    |
| 29 april                 | Purmersteijn | 1-5          | Scherpenzeel       |
| 2 mei                    | Eemdijk      | 0-0 w.n.s.   | BOL                |
| Finale, terrein SO Soest |              |              |                    |
| 18 mei                   | Eemdijk      | 6-3          | Scherpenzeel       |

| Datum               | Thuisclub    | Uitslag      | Uitclub      |
| Kwartfinales        | Kwartfinales | Kwartfinales | Kwartfinales |
| ------------------- | ------------ | ------------ | ------------ |
| 6 april             | RKAVV        | 1-2          | Westlandia   |
| 8 april             | SJC          | 1-0          | Spartaan'20  |
| 11 april            | Nieuwkoop    | 2-2 w.n.s.   | Nieuwenhoorn |
| 11 april            | XerxesDZB    | 2-1          | HBS          |
| Halve finales       |              |              |              |
| 3 mei               | Westlandia   | 2-2 w.n.s.   | Nieuwkoop    |
| 3 mei               | SJC          | 0-0 w.n.s.   | XerxesDZB    |
| Finale, terrein DSO |              |              |              |
| 17 mei              | Nieuwkoop    | 1-0          | XerxesDZB    |

| Datum                       | Thuisclub     | Uitslag                 | Uitclub      |
| Kwartfinales                | Kwartfinales  | Kwartfinales            | Kwartfinales |
| --------------------------- | ------------- | ----------------------- | ------------ |
| 18 april                    | VC Vlissingen | 1-9                     | SVOD '22     |
| 18 april                    | Drechtstreek  | 0-1                     | Groen Wit    |
| 18 april                    | Meerkerk      | 2-3                     | Nuenen       |
| 20 april                    | Zwaluw VFC    | 1-1 w.n.s.              | Best Vooruit |
| Halve finales               |               |                         |              |
| 2 mei                       | Nuenen        | 1-0                     | SVOD '22     |
| 7 mei                       | Groen Wit     | 3-3 w.n.s.              | Zwaluw VFC   |
| Finale, terrein Prinsenland |               |                         |              |
| 18 mei                      | Nuenen        | 1-1 (n.v.) w.n.s. (3-4) | Groen Wit    |

| Datum                  | Thuisclub     | Uitslag      | Uitclub      |
| Kwartfinales           | Kwartfinales  | Kwartfinales | Kwartfinales |
| ---------------------- | ------------- | ------------ | ------------ |
| 20 april               | Handel        | 0-6          | HVCH         |
| 20 april               | Avanti '31    | 2-1          | Venhorst     |
| 20 april               | Meerssen      | 5-0          | Bunde        |
| 20 april               | Sportclub '25 | 2-3          | Chevremont   |
| Halve finales          |               |              |              |
| 2 mei                  | Avanti '31    | 0-1          | Meerssen     |
| 2 mei                  | Chevremont    | 5-2          | HVCH         |
| Finale, terrein Caesar |               |              |              |
| 18 mei                 | Chevremont    | 0-2          | Meerssen     |

1980/81 · 1981/82 · 1982/83 · 1983/84 · 1984/85 · 1985/86 · 1986/87 · 1987/88 · 1988/89 · 1989/90 · 1990/91 · 1991/92 · 1992/93 · 1993/94 · 1994/95 · 1995/96 · 1996/97 · 1997/98 · 1998/99 · 1999/00 · 2000/01 · 2001/02 · 2002/03 · 2003/04 · 2004/05 · 2005/06 · 2006/07 · 2007/08 · 2008/09 · 2009/10 · 2010/11 · 2011/12 · 2012/13 · 2013/14 · 2014/15 · 2015/16 · 2016/17 · 2017/18 · 2018/19 · 2019/20 · 2020/21 · 2021/22 · 2023/23 · 2023/24 · 2024/25 · 2025/26